# Stigmatochromis
Stigmatochromis là một small genus of haplochromine cichlids đặc hữu to Lake Malawi, Đông Phi.
At present, only four species are placed here:
- Stigmatochromis modestus
- Stigmatochromis pholidophorus – Candle Hap
- Stigmatochromis pleurospilus (Trewavas, 1935)
- Stigmatochromis woodi

## Footnotes
1. ↑  FishBase [2009]